# Reinoso de Cerrato
Reinoso de Cerrato – gmina w Hiszpanii, w prowincji Palencia, w Kastylii i León, o powierzchni 23,13 km². W 2011 roku gmina liczyła 57 mieszkańców.